# ماتئو آباته
ماتئو آباته (انگلیسی: Matteo Abbate؛ زادهٔ ۲۱ اوت ۱۹۸۳) بازیکن فوتبال اهل ایتالیا است.
از باشگاه‌هایی که در آن بازی کرده‌است می‌توان به باشگاه فوتبال هلاس ورونا، باشگاه فوتبال کرمونزه، باشگاه فوتبال آنکونا، باشگاه فوتبال پیاچنزا، و باشگاه فوتبال پرو ورچلی اشاره کرد.